# Hakodate
Hakodate (jap. 函館市 Hakodate-shi) – miasto i port w Japonii, położony w podprefekturze Oshima, w południowej części wyspy Hokkaido. Hakodate jest stolicą podprefektury Oshima. Miasto ma powierzchnię 677,87 km². W 2020 r. mieszkały w nim 251 084 osoby, w 121 455 gospodarstwach domowych  (w 2010 r. 279 127 osób, w 125 956 gospodarstwach domowych) . 

## Opis
Port w Hakodate został otwarty dla handlu ze Stanami Zjednoczonymi w marcu 1854 roku na mocy traktatu z Kanagawy, wynegocjowanego przez komodora Matthew Perry’ego. 
Wkrótce potem kilka krajów europejskich założyło tu swoje konsulaty. W 1898 roku powstał tu pierwszy w Japonii katolicki klasztor Tenshien. Tu także swoją działalność zapoczątkował Japoński Kościół Prawosławny, otwierając w 1859 roku cerkiew Zmartwychwstania Pańskiego.
We wrześniu 1976 roku radziecki pilot wojskowy, Wiktor Bielenko, uciekł ze swojego kraju, lądując samolotem MiG-25 na lotnisku w Hakodate. 
W mieście znajduje się stacja kolejowa Hakodate. Działają dwie linie tramwajowe o numerach: 2 i 5.
W  mieście rozwinął się przemysł rybny, stoczniowy, drzewny, cementowy, maszynowy, chemiczny oraz rafineryjny.